# Desa Kedongdong (administrativ by i Indonesien, lat -7,45, long 109,29)
Desa Kedongdong är en administrativ by i Indonesien.   Den ligger i provinsen Jawa Tengah, i den västra delen av landet, 300 km sydost om huvudstaden Jakarta.